# Hajdoše
Hajdoše – wieś w Słowenii, w gminie Hajdina. W 2018 roku liczyła 634 mieszkańców.